# 2018年楽天ジャパン・オープン・テニス選手権
2018年楽天ジャパン・オープン・テニス選手権は、2018年10月1日から10月7日にかけて東京都・調布市の武蔵野の森総合スポーツプラザで開催される、男子プロテニスツアーのATP500シリーズトーナメント大会である。サーフェスは室内ハードコート。
なお、昨年まで会場であった有明コロシアムは改修工事のため使用されない。

## シングルス

### シード選手
| 国               | 選手                     | ランキング1 | シード |
| ---------------- | ------------------------ | ----------- | ------ |
| クロアチア       | マリン・チリッチ         | 6           | 1      |
| 南アフリカ共和国 | ケビン・アンダーソン     | 9           | 2      |
| 日本             | 錦織圭                   | 12          | 3      |
| アルゼンチン     | ディエゴ・シュワルツマン | 14          | 4      |
| ギリシャ         | ステファノス・チチパス   | 15          | 5      |
| カナダ           | ミロシュ・ラオニッチ     | 20          | 6      |
| 韓国             | チョン・ヒョン           | 23          | 7      |
| フランス         | リシャール・ガスケ       | 25          | 8      |

- 2017年9月24日付のランキングに基づく

### ワイルドカード
以下の3名がワイルドカードで本戦に出場した。
- ダニエル太郎
- 杉田祐一
- 西岡良仁

### 予選勝者
以下の4名が予選を勝ち上がり本戦に出場した。
- ダニール・メドベージェフ
- マルティン・クリザン
- デニス・クドラ
- 綿貫陽介

その他以下の選手がSE(予選免除)で本戦に繰り上がった。
- テイラー・フリッツ

### 出場辞退
- リュカ・プイユ →  ヤン＝レナルト・シュトルフ
- ダビド・ゴファン →  マシュー・エブデン

## ダブルス

### シード選手
| 国               | 選手1                | 国               | 選手2                    | ランキング1 | シード |
| ---------------- | -------------------- | ---------------- | ------------------------ | ----------- | ------ |
| フィンランド     | ヘンリ・コンティネン | オーストラリア   | ジョン・ピアース         | 15          | 1      |
| イギリス         | ジェイミー・マリー   | ブラジル         | ブルーノ・ソアレス       | 23          | 2      |
| 南アフリカ共和国 | レイベン・クラーセン | ニュージーランド | マイケル・ヴィーナス     | 34          | 3      |
| 日本             | マクラクラン勉       | ドイツ           | ヤン＝レナード・ストルフ | 50          | 4      |

- 2017年9月24日付のランキングに基づく

### ワイルドカード
以下の2組がワイルドカードで本戦に出場した。
- 西岡良仁 /  上杉海斗
- ジョー・ソールズベリー /  内山靖崇

### 予選勝者
以下の組が予選を勝ち上がり本戦に出場した。
- ファブリス・マルタン /  ジル・シモン

## 優勝

### シングルス
ダニール・メドベージェフ def.  錦織圭, 6-2, 6-4
- メドベージェフは大会初優勝。

### ダブルス
マクラクラン勉 /  ヤン＝レナード・ストルフ def.  レイベン・クラーセン /  マイケル・ヴィーナス, 6-4, 7-5
- マクラクランは大会2連覇を達成。